# Kultura Phùng Nguyên
Kultura Phùng Nguyên – kultura prehistoryczna z przełomu schyłkowego neolitu i wczesnej epoki brązu, rozwijająca się w połowie IV tysiąclecia p.n.e. w dorzeczu Rzeki Czerwonej, z głównymi ośrodkami w okolicach dzisiejszego Hanoi i Hajfongu.
Ludność kultury Phùng Nguyên zamieszkiwała rozległe osady, budowane wzdłuż rzek, na wybrzeżu morza lub u podnóży gór. Trudniła się hodowlą bawołów, świń i drobiu oraz rolnictwem, w którym podstawową rolę odgrywała znacznie rozwinięta uprawa ryżu. Do wyrobu narzędzi używano kamienia gładzonego, gliny i kości, w niewielkim stopniu także miedzi i brązu. Zmarłych chowano w bezpośrednim sąsiedztwie osad, wyraźne różnice w wyposażeniu pośmiertnym wskazują na występowanie zróżnicowania majątkowego wśród ludności.